# Международна статистическа класификация на болестите и проблемите, свързани със здравето
Международната статистическа класификация на болестите и проблемите, свързани със здравето (най-често посочвана като Международна класификация на болестите с абревиатурата МКБ; на англ.: International Statistical Classification of Diseases and Related Health Problems, ICD) е медицинска класификация със списък от кодове, класифициращи болестите и широк кръг от белези, симптоми, абнормални прояви, оплаквания, социални условия и външни причини за наранявания или заболявания. В класификацията всяко здравно състояние може да бъде обозначено с уникална категория, в която е класифицирано, и с уникален код с дължина до шест знака. Такива категории най-често съдържат набор от подобни едно на друго заболявания.
Международната класификация на болестите се изготвя и публикува от Световната здравна организация (СЗО) и се използва в почти целия свят за статистика на заболеваемостта и смъртността, за нуждите на различни системи за обезщетяване и за автоматизирани системи за вземане на решения в медицината. Замисълът на класификацията е да осигури сравними стандарти при събирането, обработката, класифицирането и представянето на здравната статистика. МКБ е основната класификация в Семейството с международни класификации на СЗО
МКБ се ревизира периодично. Актуалната версия е десетата ѝ ревизия (МКБ-10), като тече работа по единадесетата. МКБ-10 е изготвена през 1992 г., за да обезпечи статистиката за смъртността. МКБ-11 е планирана за издаване през 2015 г. и ще бъде ревизирана с помощта на принципите на Web 2.0. СЗО прави годишни по-маловажни и тригодишни важни актуализации. МКБ е част от „семейство“ класификации, които могат да се допълват една-друга, в това число Международната класификация на функционирането, уврежданията и здравето (МКФ), която е фокусирана върху функционирането (инвалидността), асоциирано със здравните състояния, както от медицинска, така и от социална перспектива.

### Български
- Международна класификация на болестите, 10-а ревизия Архив на оригинала от 2013-07-17 в Wayback Machine. в сайта на Националния център по обществено здраве и анализи.
- Международна класификация на болестите, 10-а ревизия (само като списък) от уебсайта zdrave.bg.
- Том 1, том 2 и том 3 на МКБ-10[неработеща препратка] на български от Националния център по обществено здраве и анализи (НЦОЗА) към Министерството на здравеопазването на България. В същата директория с файлове се намира и Класификацията на медицинските процедури в България и нейния азбучник.
- Търсене по ключова дума или по код на болестта по Десета ревизия на Международната класификация на болестите (МКБ-10), предоставено от Националния център по обществено здраве и анализи (НЦОЗА) към Министерството на здравеопазването на България Архив на оригинала от 2014-07-04 в Wayback Machine..
- МКБ-10 от framer.bg.

### Английски
- ((en)) ICD Homepage в официалния сайт на Световната здравна организация (СЗО)
- ((en)) ICD-10 online browser (WHO)
- ((en)) ICD-10 online training direct access (WHO)
- ((en)) ICD-10 online training support (WHO)
- ((en)) ICD-10-CM (модификация на САЩ) в сайта на Центъра за контрол и превенция на болестите на САЩ
- ((en)) ICD-11 Revision Архив на оригинала от 2012-02-13 в Wayback Machine. (WHO)
- ((en)) Конвертиране на кодове от ICD-9-CM към ICD-10-CM Архив на оригинала от 2017-10-27 в Wayback Machine.
- ((en)) ICD-9-CM and DRG on-line coding engine Архив на оригинала от 2015-08-12 в Wayback Machine.
- ((en)) Безплатно търсене по кодове в ICD-9-CM Архив на оригинала от 2014-10-24 в Wayback Machine.
- ((en)) ICD-9-CM